# John Dunbar (triatleta)
John Dunbar es un deportista estadounidense que compitió en triatlón. Ganó dos medallas de plata en el Campeonato Mundial de Ironman en los años 1978 y 1979.

## Palmarés internacional
| Campeonato Mundial | Campeonato Mundial     | Campeonato Mundial | Campeonato Mundial |
| Año                | Lugar                  | Medalla            | Prueba             |
| ------------------ | ---------------------- | ------------------ | ------------------ |
| 1978               | Hawái (Estados Unidos) | Medalla de plata   | Individual         |
| 1979               | Hawái (Estados Unidos) | Medalla de plata   | Individual         |